# Aleksandr Apuchtin
Aleksandr Lwowicz Apuchtin (ros. Александр Львович Апухтин, ur. 4 listopada 1822 w Petersburgu, zm. 2 listopada 1903 tamże) – rosyjski oficer w stopniu generała-majora, kurator warszawskiego okręgu szkolnego (ros. попечитель Варшавского учебного округа) w latach 1879–1897, od 1896 tajny radca dworu, od 1897 senator. Twórca zrusyfikowanego systemu szkolnictwa w Królestwie Polskim, opartego na reformie programów szkolnych, wprowadzeniu nowych podręczników (m.in. osławiony podręcznik do historii Dmitrija Iłowajskiego), systemu donosów i szpiclowania uczniów, będącego podstawą systemu policyjnego w szkołach.
Apuchtinowski system oświatowy miał stworzyć człowieka lękliwego wobec władzy i identyfikującego się z carską Rosją i jej kulturą. Od 1885 w języku polskim wykładana była wyłącznie religia. Apuchtin przyczynił się do spadku liczby szkół, upadku kultury polskiej w Kongresówce i wzrostu analfabetyzmu. Do jego ulubionych powiedzeń należało zdanie, że dzięki jego rządom szkolnym „matka Polka zawodzić będzie nad kołyską dziecka rosyjską piosenką”. Od jego nazwiska wywodzi się określenie noc apuchtinowska. 
Najsłynniejszy protest przeciwko polityce Apuchtina wyrażony został przez rosyjskiego studenta Uniwersytetu Warszawskiego Jewgienija Żukowicza. 16 kwietnia 1883 roku Żukowicz wszedł do gabinetu Apuchtina i spoliczkował kuratora. Żukowicza aresztowano, ale stał się bohaterem Warszawy i wywołał demonstracje na uczelni, tzw. schodka apuchtinowska. Wkrótce jednak zamieszki studenckie stłumiono, a Żukowicza skazano na 6 miesięcy więzienia.
Wrogi stosunek Polaków do osoby Apuchtina wyraził m.in. Stefan Żeromski w swoich Dziennikach; pod datą 11 listopada 1887 młody pisarz, pisząc o swojej wyobrażonej „tęgiej awanturze narodowej”, zanotował m.in. „Apuchtina powiesiłbym na pomniku Paskiewicza”.